# عجوقة بيسكي
عجوقة بيسكي (الاسم العلمي: Ajuga piskoi) هي نوع نباتي يتبع جنس العجوقة من فصيلة الشفوية.